# Lusia Harris
Lusia "Lucy" Harris-Stewart (nascida Lusia Harris; Minter City, 10 de fevereiro de 1955 – 18 de janeiro de 2022) foi uma basquetebolista estadunidense. Harris é considerada uma das pioneiras no basquetebol feminino. Ela jogou pela Universidade Delta State e conquistou três títulos nacionais consecutivos da Association for Intercollegiate Athletics for Women (AIAW), o antecessor da National Collegiate Athletic Association (NCAA), entre 1975 e 1977. Em nível internacional ela representou os Estados Unidos e conquistou a medalha de prata nos Jogos Olímpicos de 1976, no qual foi o primeiro torneio olímpico de basquetebol feminino. Jogou profissionalmente no Houston Angels na Women's Professional Basketball League (WBL) e foi a primeira e única mulher a ser escolhida no draft da National Basketball Association (NBA), uma liga profissional masculina de basquetebol. Por seus méritos, Harris foi introduzida no Naismith Memorial Basketball Hall of Fame e Women's Basketball Hall of Fame.

## Início da vida
Harris nasceu em Minter City, Mississippi filha de Ethel e Willie Harris, um agricultor. Ela é a décima de onze filhos e a quarta de cinco filhas. Todos seus irmãos e sua irmã mais velha, Janie, também jogaram basquetebol. Harris e seus irmão estudaram no Amanda Elzy High School em Greenwood, Mississippi.
Seu treinador no ensino médio foi Conway Stewart que levou-a a ser condecorada com o prêmio de most valuable player (MVP) em três anos consecutivos. Ela foi capitã de seu time e participou do time ideal da liga estadual. Harris detém o recorde escolar de 46 pontos em uma partida e liderou sua escola no torneio estadual em Jackson, Mississippi.
Após formar-se no ensino médio, ela planejou estudar na Universidade Alcorn State, mas a instituição não possuía equipe de basquetebol feminino. No entanto, ela foi entrevistada pelo Melvin Hemphill, o recrutador da treinadora Margaret Wade, que recomeçaria a equipe de basquetebol feminino se ela fosse estudar na Universidade Delta State em Cleveland, Mississippi. Isto foi antes da intituição das bolsas de estudos e Harris estudou com um misto de bolsas de estudo e fundos de trabalhos estudantis.

## Carreira universitária
Em seu primeiro ano na Delta Stete, Harris contribuiu para que a Lady Statesmen alcançasse a marca de dezesseis vitórias em dezoito jogos. Mesmo assim finalizaram na terceira colocação e não conseguiram se classificar para a a fase nacional. No ano seguinte, O Lady Statesmen se classificou para o torneio nacional realizado em Harrisonburg, Virginia. Foi lá que ela encontrou o Mighty Macs da Universidade Immaculata que havia vencidos os últimos três torneios da AIAW. Na final, Harris anotou 32 pontos e registrou dezesseis rebotes, liderando a vitória de 90-81 da Delta State sobre a Immaculata. O torneio de 1975 foi nacionalmente televisionado (Ainda com atraso na transmissão). Este foi o primeiro ano que as partidas do basquetebol feminino foram transmitidas nacionalmente por uma grande emissora. Nesta temporada, Delta permaneceu invicto com 28 vitórias em 28 partidas, os únicos invictos neste ano, tanto masculino, quanto feminino. Harris anotou um total de 138 pontos e 63 rebotes em quatro partidas do torneio nacional e foi eleita MVP.
Na temporada 1975–76, Delta e Immaculata se reencontraram na final nacional. Harris novamente liderou Delta State com trinta pontos e dezoito rebotes na vitória de 69–64. Nesta temporada, ela foi a cestinha com 1060 pontos e com 31,2 pontos por jogo, incluindo uma partida contra Tennessee Tech onde ela marcou 58 pontos. Na sua temporada como veterana, Delta State jogou uma partida no Madison Square Garden, onde Harris marcou 47 pontos. Esta é uma das unícas partidas de basquetebol feminino disputadas nesta arena. Delta classificou-se para a terceira final consecutiva e Harris fez 23 pontos e dezzeseis rebotes com a equipe, derrotando Universidade Louisiana State por 68–55 para conquistar seu terceiro título consecutivo.
Harris foi nomeada MVP do torneio e eleita para o time ideal All-American nas três temporadas vencedoras da Delta State. Sua carreira no basquetebol universitário obteve o registro de 109 vitórias e seis derrotas, incluindo vitórias sobre aquelas que seriam potências na vindoura 1ª Divisão da como Universidade Immaculata, Universidade do Tennessee, Universidade Baylor, Universidade do Mississippi e Universidade Louisiana State. Harris finalizou sua carreira universitária com 2981 pontos e 1662 rebotes, com médias de 25,9 pontos e 14,5 rebotes por jogo.

## Carreira na Seleção Nacional
Em 1975, Harris foi escolhida para representar os Estados Unidos no Campeonato Mundial na Colômbia e nos Jogos Pan-Americanos na Cidade do México, México. Ela foi companheira de equipe de Nancy Lieberman, Ann Meyers e Pat Head. No Mundial, os Estados Unidos venceram quatro partidas em sete e terminaram na oitava posição. Nos Jogos Pan-Americanos, os Estados Unidos permaneceram invictos e conquistaram a medalha de ouro, a primeira desde 1963.
No ano seguinte, Harris foi selecionada para representar os Estados Unidos nos Jogos Olímpicos em Montreal, Canadá, o primeiro torneio olímpico de basquetebol feminino. No jogo de estreia contra o Japão, Harris marcou os primeiros pontos no torneio olímpico de basquetebol feminino. Os Estados Unidos venceram três jogos e perderam outros dois contra Japão e União Soviética. A União Soviética permaneceu invicta e conquistou a medalha de ouro, com os Estados Unidos conquistando a prata. Harris jogou todos os cinco jogos, com médias de 15,2 pontos e 7,0 rebotes por jogo.

## Carreira profissional
Na sétima rodada do Draft da NBA de 1977, o New Orleans Jazz escolheu Harris no 137.º Overall. Ela tornou-se a segunda mulher a ser selecionada em Draft da NBA na história, depois de Denise Long ser selecionada pelo San Francisco Warriors no Draft de 1969. No entanto a liga invalidou a escolha realizada pelos Warriors, fazendo de Harris a primeira mulher oficialmente draftada. Harris não expressou nenhum interesse em jogar na NBA e declinou de participar dos testes nos Jazz. Mais tarde foi revelado que ela estava grávida nesta época, e desta forma inapta para participar dos camps de treinamento. Ela foi escolhida a frente de outros 33 jogadores, inclusive de Dave Speicher que havia sido a escolha dos Jazz na oitava rodada.
Harris nunca jogou na NBA ou em qualquer liga masculina, mas jogou profissionalmente pelo Houston Angels na recém formada Women's Professional Basketball League (WBL). Ela foi escolhida como número um no draft como agente livre em 1978 e jogou a temporada 1979-80, que foi a temporada inaugural.

## Vida pessoal
Harris graduou-se na Universidade Delta State em Bacharel em Saúde, Educação Física e Recreação em 1977. Depois de sua graduação, ela trabalhou na Delta State como conselheira de admissão e treinadora assistente de basquetebol. Fez mestrado em Educação em 1984 pela Delta State. Depois de deixar o cargo de assistente de treinadora, ela tornou-se treinadora principal na Universidade do Sul do Texas em Houston por dois anos. Ela então retornou para sua terra natal, o Mississipi, onde ela trabalhou como professora e treinadora no seu antigo colégio Amanda Elzy em Greenwood, na Escola Pública no Distrito de Greenville e no Ruleville Central High School. Harris casou-se com George E. Stewart em 4 de fevereiro de 1977. Eles tiveram quatro filhos, dois garotos e duas garotas.
Harris morreu em 18 de janeiro de 2022, aos 66 anos de idade, no Mississippi.

## Legado
Por suas conquistas e contribuições para a Universidade Delta State, Harris foi introduzida em 1983 ao "Delta State's Hall of Fame". Em 1992, Harris e a Nera White, antiga jogadora, foram introduzidas no Naismith Memorial Basketball Hall of Fame. Ela foi a primeira mulher Afro-americana a ser introduzida. Em 1998, Harris, e sua treinadora Margaret Wade, juntamente com suas amigas de seleção dos Estados Unidos Nancy Lieberman, Ann Meyers e Pat Head, foram nomeadas entre as 26 figuras que inauguraram o Hall da Fama do Basquetebol Feminino. Ela também foi nomeada ao Hall da Fama Internacional do Esporte Feminino.
The Queen of Basketball, um filme sobre Harris, ganhou o Oscar de melhor documentário de curta-metragem em 2022; foi produzido e dirigido pelo cineasta canadense Ben Proudfoot, com Shaquille O'Neal e Stephen Curry como produtores executivos. Foi lançado em 10 de junho de 2021, sete meses antes de sua morte.